# Жигуре, Анна
Анна Веледа Жигуре (латыш. Anna Velēda Žīgure; род. 25 августа 1948, Рига) — латвийская писательница, переводчица и дипломат. Дочь писателя Яниса Жигурса, внучка писателя Эдвартса Вирзы и поэтессы Элзы Стерсте. Замужем за финским журналистом Юккой Рислакки.
Окончила Тартуский университет (1972), специализировалась в области финно-угорской филологии, ученица Пауля Аристэ. Работала корректором в журнале ЦК Коммунистической партии Латвии «Padomju Latvijas Komunists», затем с 1978 г. в Союзе писателей Латвийской ССР. Занималась в литературной студии под руководством Мары Залите.
Дебютировала в печати как переводчик в 1972 году в журнале «Карогс». Переводила прозу и книги для детей с эстонского и финского языков на латышский, в том числе сочинения Франса Эмиля Силланпя, Пауля Куусберга, Яана Кросса, Виллема Гросса, Эме Беэкман, Вийви Луйк. Выступала как составитель стихотворных сборников своих деда и бабки.
В 1992—1998 гг. первый посол вернувшей себе независимость Латвии в Финляндии. По возвращении в Латвию занимается литературной и общественной работой. Председатель совета фонда Музея оккупации Латвии (с 2006 года).
Командор Ордена Трёх звёзд (1995) и эстонского ордена Креста земли Марии 4 класса (2000).